# Assemblea d'Extremadura
L'Assemblea d'Extremadura o Asamblea de Extremadura és la institució d'autogovern de la Comunitat Autònoma d'Extremadura que representa al poble extremeny a través dels diputats (65 en l'actualitat, 36 per la província de Badajoz i 29 per la de Càceres) escollits mitjançant sufragi universal, secret i directe pels ciutadans. Té la seu en l'antic Hospital San Juan de Déu, a Mèrida. El seu actual president és Fernando Jesús Manzano Pedrera.
A l'Assemblea d'Extremadura li correspon la potestat legislativa de la Comunitat Autònoma, nomena d'entre els seus membres al President de la Junta d'Extremadura o a la taula de l'Assemblea, així com la de promoure i controlar l'acció de la Junta de Extremadura, l'aprovació dels Pressupostos de la Comunitat Autònoma, entre d'altres.

## Llista de Presidents de l'Assemblea d'Extremadura
- I Legislatura (1983): Pablo Castellano Cardalliaguet (PSOE)
- I Legislatura (1983-1987) Antonio Vázquez López (PSOE)
- II Legislatura (1987-1991) Antonio Vázquez López (PSOE)
- III Legislatura (1991-1995) Antonio Vázquez López (PSOE)
- IV Legislatura (1995-1997) Maria Teresa Rejas Rodríguez (IU)
- V Legislatura (1997-1999) Manuel Veiga López (PSOE)
- VI Legislatura (1999-2003) Manuel Veiga López (PSOE)
- VI Legislatura (1999-2003) Manuel Veiga López (PSOE)
- VII Legislatura (2003-2007) Federico Suárez Hurtado (PSOE)
- VIII Legislatura (2007-2011) Juan Ramón Ferreira Díaz (PSOE)
- IX Legislatura (2011-2015) Fernando Jesús Manzano Pedrero (PP)

## Composició de l'Assemblea
Des del 21 de juny del 2011, la càmera està composta per tres Grups Parlamentaris: 
- Grup Parlamentari Popular : 32 diputats.
- Grup Parlamentari Socialista: 30 diputats.
- Grup Parlamentari d'Esquerra Unida: 3 diputats.